# Taux de transfert
 (septembre 2020).
En informatique et en télécommunications, le taux de transfert désigne la vitesse à laquelle les informations sont transmises d'un émetteur à un récepteur. Selon la quantité d'information à transmettre, ce taux peut être exprimé en bits par seconde (b/s), en mégaoctets par seconde (Mo/s) voire plus.

## Domaines
- En informatique, le taux de transfert indique le débit maximum, que chaque bus informatique peut atteindre, ainsi que celui auquel chaque périphérique (interne ou externe) est apte à fonctionner.
- En télécommunications, le taux de transfert est utilisé aussi bien pour le téléphone (voix et données), la télévision numérique, etc.; dans ce cas il est souvent exprimé en bit par seconde.